# Doratulina tolla
Doratulina tolla är en insektsart som beskrevs av Singh-pruthi 1930. Doratulina tolla ingår i släktet Doratulina och familjen dvärgstritar. Inga underarter finns listade i Catalogue of Life.